# Neogobius
Neogobius è un genere di pesci d'acqua dolce, salmastra e salata appartenenti alla famiglia Gobiidae.

## Distribuzione e habitat
Queste specie sono originarie delle acque dolci e salmastre dell'Eurasia. In Italia è presente soltanto il ghiozzo etrusco, N. nigricans.

## Descrizione
Le dimensioni variano dai 20 ai 35 cm, secondo la specie.

## Specie
Al genere appartengono 5 specie:
- Neogobius bathybius
- Neogobius caspius
- Neogobius fluviatilis
- Neogobius melanostomus
- Neogobius nigricans
- Neogobius pallasi